# السياحة في الصومال

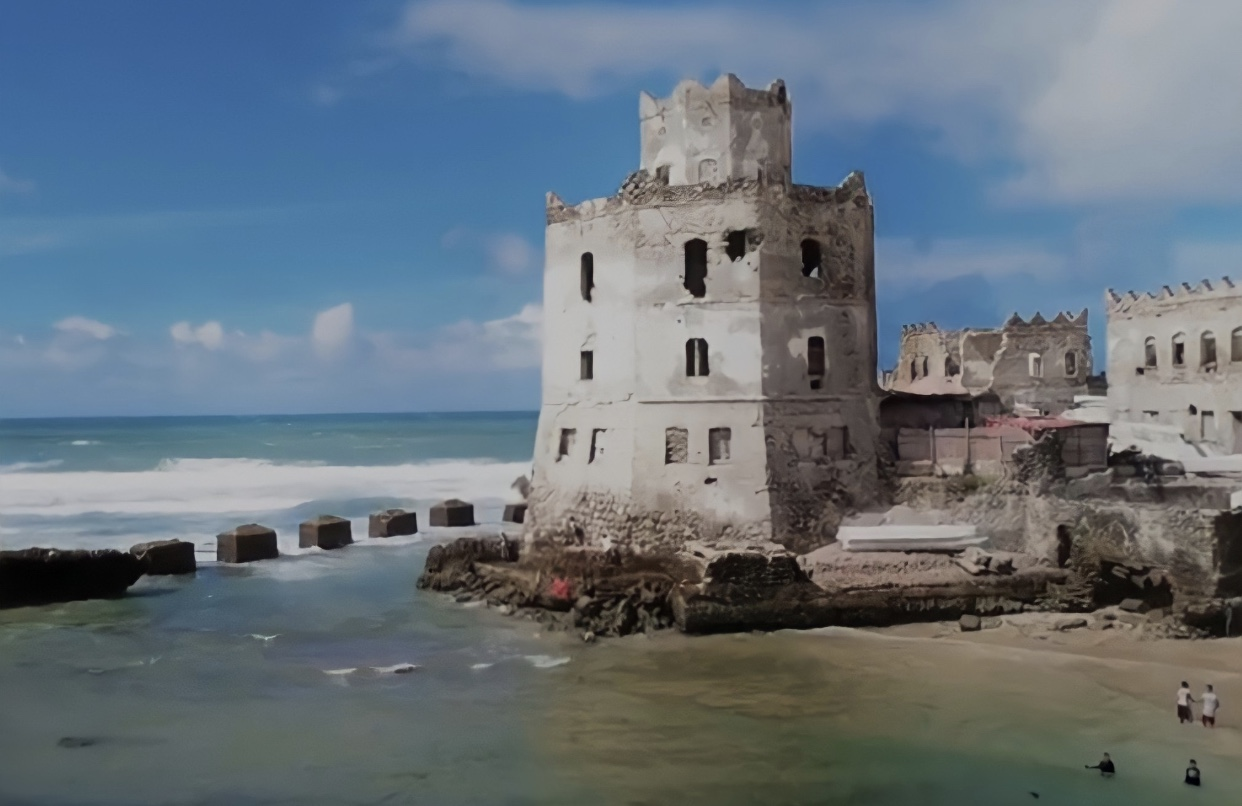
شاطئ ليدو في العاصمة الصومالية مقديشو

يتم تنظيم السياحة في الصومال من قبل وزارة السياحة التابعة لوزارة الاتصالات (حاليا) في الحكومة الفيدرالية الصومالية، ويوجد في الصومال العديد من المواقع التاريخية والشواطئ والشلالات وسلاسل الجبال والمتنزهات الوطنية. بعد اندلاع الحرب الأهلية في أوائل التسعينيات، أوقفت وزارة السياحة أعمالها، و أعيد تأسيسها لاحقا في بداية الألفينات، وتشرف الوزارة على السياحة الوطنية. وتقدم جمعية السياحة الصومالية (SOMTA) ومقرها مقديشو خدمات استشارية على أرض الواقع.

## خلفية تاريخية

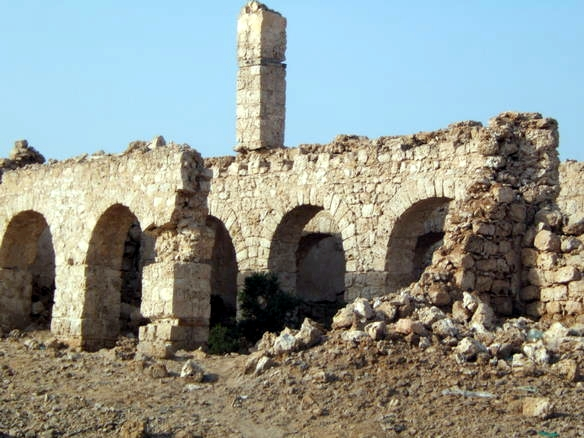
أنقاض سلطنة عدل في زيلع

في فترة ما قبل استقلال الصومال، كان المستكشفون الأوروبيون يسافرون أحيانًا إلى الصومال ومناطق أخرى من القرن الأفريقي لزيارة المواقع التاريخية العديدة في المنطقة الذكورة في الوثائق القديمة مثل القرن الأول الميلادي Periplus of the Erythraean Sea.

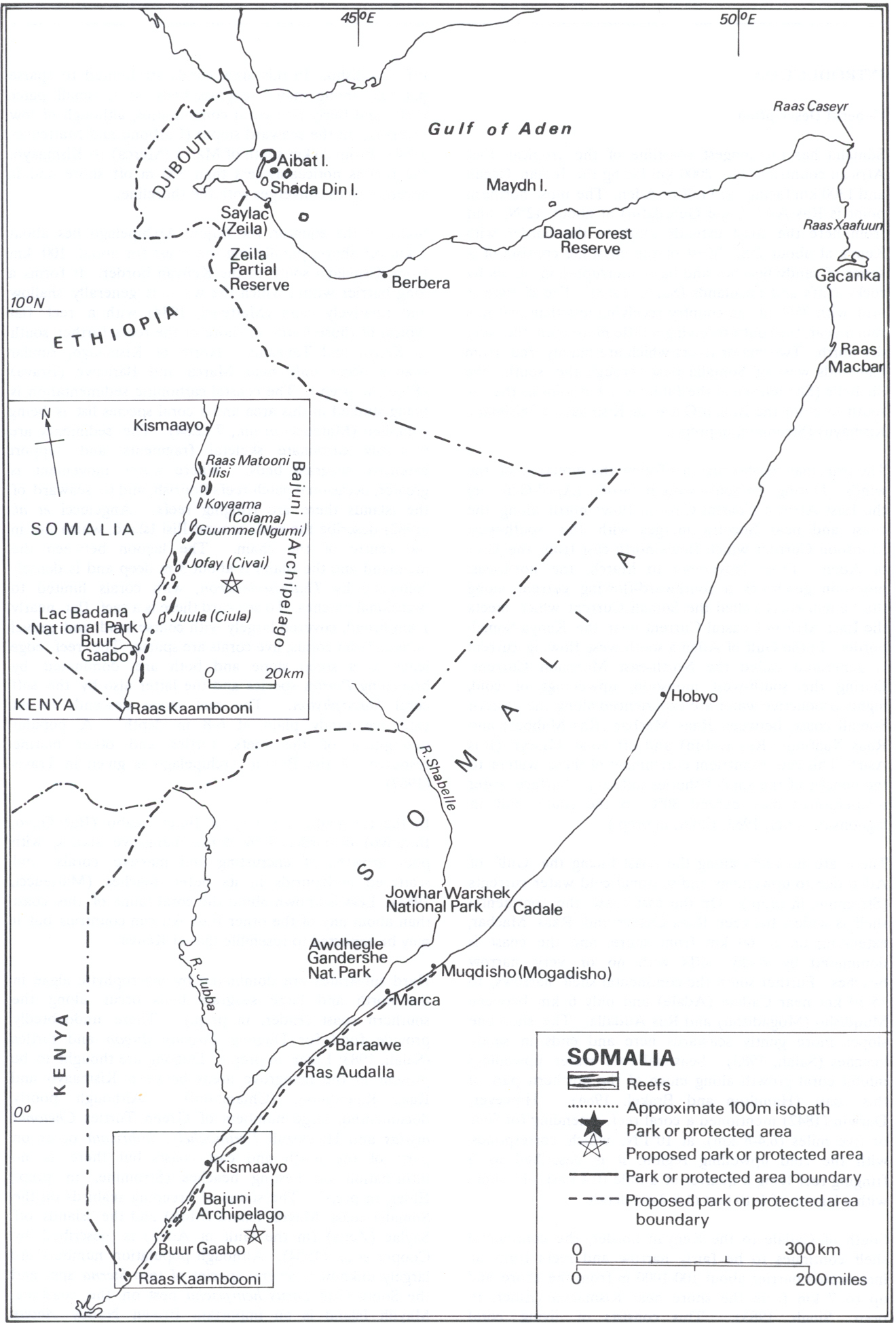
المنتزهات البيئية والشعاب المرجانية والمناطق المحمية في الصومال

بعد استقلال الصومال في عام 1960، تم إنشاء وزارة السياحة من أجل تنظيم السياحة الوطنية.  في عام 1969 تم تمرير قانون منع الصيد الجائر للحفاظ على الغابات، والذي حدد ونص على إنشاء مناطق خاضعة للرقابة ومحميات مخصصة للصيد ومحميات جزئية للصيد، وتم تعديله لاحقًا في عام 1978. 
في عهد مري أواري  أصدرت الوزارة قانون السياحة في عام 1984، وأرسى مشروع القانون المبادئ التوجيهية الرسمية لتطوير وتحديث قطاع السياحة، وكان من بين أهداف المشروع المعلنة الاستحواذ على الأراضي في الداخل وعلى الساحل وكذلك الممتلكات الشاطئية لغرض بناء أو توسيع وتطوير البنى التحتية السياحية، كما تضمن القانون أحكامًا بشأن "حماية الموارد التاريخية والثقافية والحرفية والحفاظ عليها واستخدامها؛ وحماية البيئة والحفاظ عليها؛ والتخطيط الحضري والإقليمي الصارم للمناطق ذات الأهمية السياحية لتشمل حدائق الألعاب والمتنزهات البرية والبحرية والمحميات، إلخ." وسعت وزارة السياحة إلى تركيز الصناعة في محيط متنزه لاج بدانا الوطني الجنوبي، مع وجود الشعاب المرجانية القريبة والجزر البحرية بالمثل كجزء من التطوير، بالإضافة إلى ذلك، وضعت الحكومة خططا لتشكيل منطقة منتجع سياحي على أحد الشواطئ بالقرب من العاصمة مقديشو، في جنوب وسط محافظة بنادر. 

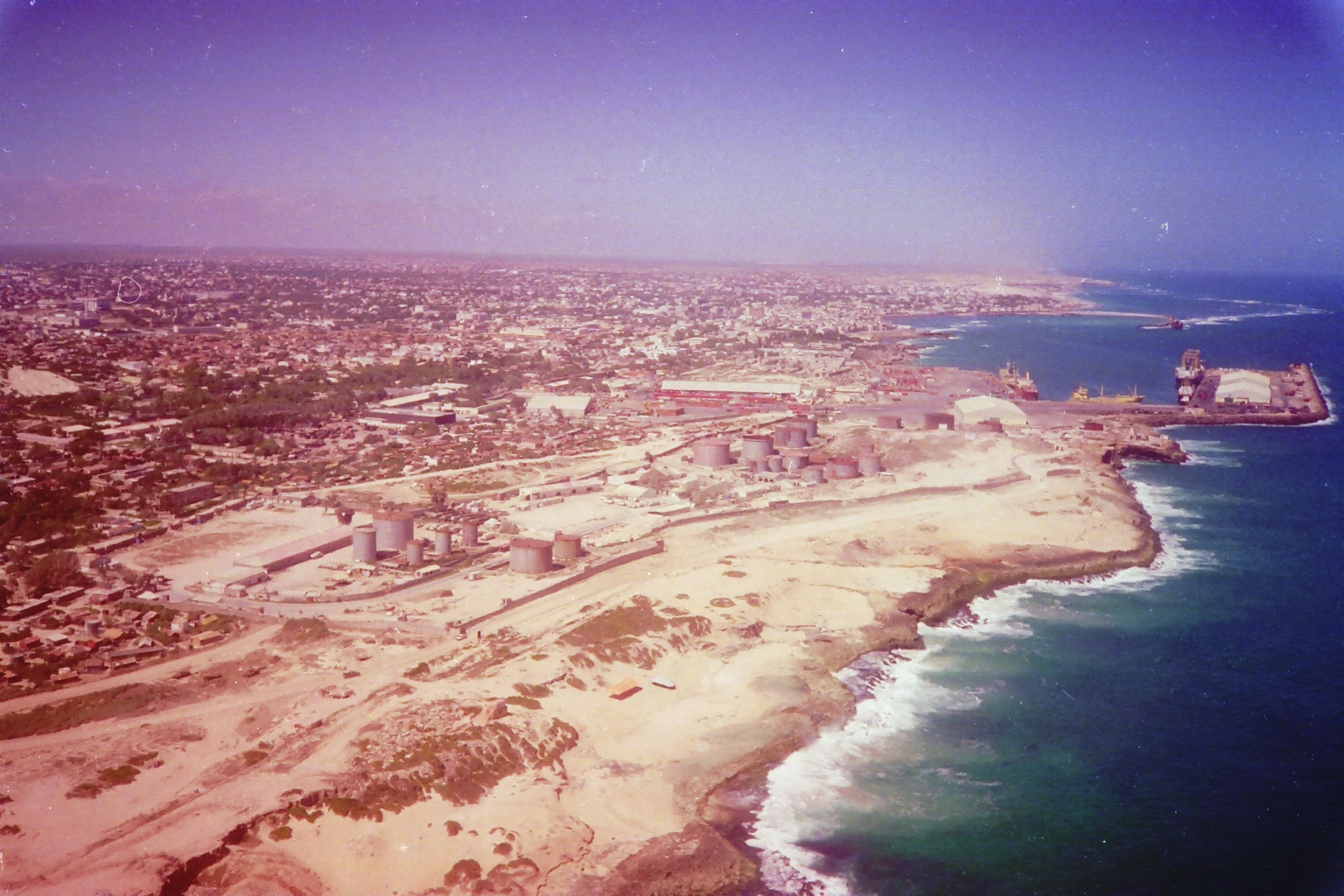
الواجهة البحرية التاريخية لمقديشو (1984)

بحلول عام 1989 صاغت الحكومة الصومالية مشروع قانون جديد يقضي بإنشاء متنزهات الوطنية ومحميات صيد، وكان الحفاظ على موارد الحياة البرية في هذا الوقت تحت إشراف وزارة الثروة الحيوانية والغابات والوكالة الوطنية للمراعي، كما قامت إدارة الحياة البرية التابعة لها بتشغيل وحدة مستقلة لإنفاذ القانون، والتي تم إنشاؤها بموجب مرسوم رئاسي. 
بعد اندلاع الحرب الأهلية في عام 1991، توقفت السياحة في الصومال. وبدأت المنظمات الدولية المختلفة لاحقًا في إصدار إرشادات السفر التي توصي بأن يتجنب السائحون المحتملون زيارة المنطقة لأسباب تتعلق بالسلامة، وبصرف النظر عن عدد قليل من الباحثين عن المغامرة، غامر عدد قليل من المسافرين إلى المقاطعات الجنوبية المضطربة. وعوضا عن ذلك، اقتصرت زياراتهم على منطقة شمال غرب الصومال المستقرة نسبيًا.
بعد أن طردت القوات المسلحة الصومالية مقاتلي حركة الشباب الإرهابية من العاصمة الصومالية مقديشو منتصف عام 2011، بدأت العاصمة تشهد نهضة تدريجية، وقام رجال الأعمال المحليون والمغتربون الصوماليون العائدون ببناء وفتح عدد من الفنادق وبيوت الضيافة، والتي تقدم خدماتها بشكل أساسي للصوماليين، والسُّياح الأجانب. كما استوعبت المنتجعات الشاطئية المشيدة حديثًا العائلات السياحية الأولى منذ سنوات عديدة.

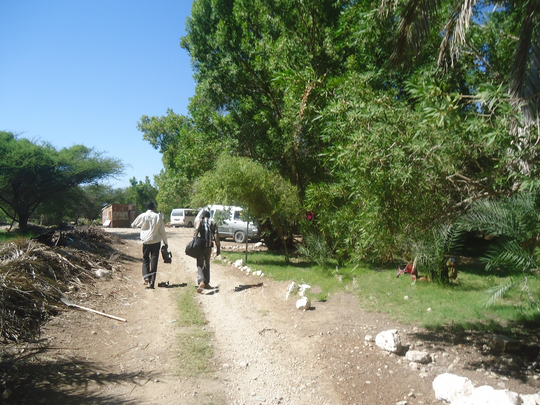
بيو كلولي (Biyo Kulule) منطقة سياحية بالقرب من مدينة بوصاصو بمحافظة باري، ولاية بونتلاند، شمال شرق الصومال

## منظمات سياحية
يتم تنظيم السياحة في الصومال من قبل وزارة السياحة الوطنية المعاد تشكيلها بعد الحرب الأهلية، وتحتفظ جمهورية أرض الصومال المعلنة من جانب واحد، بمكاتبها السياحية الخاصة بها.  وتقدم جمعية السياحة الصومالية (SOMTA) أيضًا خدمات استشارية من داخل البلاد حول السياحة الوطنية. 
بسبب الغياب الطويل للوائح الحكومية، من غير المؤكد عدد السياح الدوليين الوافدين الذين يزورون الصومال سنويا. ومع ذلك، أصبحت التأشيرات وتصاريح الإقامة إلزامية لجميع الرعايا الأجانب، اعتبارًا من أبريل 2013، تطلب إدارة الهجرة الصومالية التي أعيد تأسيسها من جميع الأجانب غير المسجلين التسجيل في مكاتبها في العاصمة. 

## المواقع السياحية

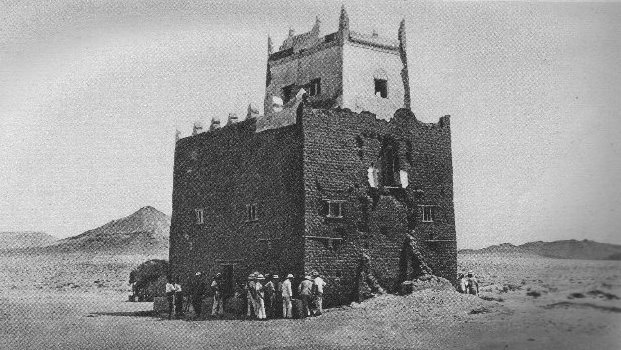
أحد حصون سلطنة ماجيرتين (مجيرتينيا) في حافون

يوجد في الصومال عدد من المواقع السياحية، بما في ذلك المواقع الأثرية والشواطئ والشلالات وسلاسل الجبال والمتنزهات الوطنية، وأعلنت وزارة السياحة والحياة البرية بولاية جنوب غرب الصومال في مارس 2015 أنه من المقرر إنشاء محميات إضافية للحياة البرية. 

### المواقع التاريخية
الشمال
- علولة - العاصمة السابقة لسلطنة ماجيرتين (Migiurtinia).
- أفين - توجد بالقرب منها عين أفين.
- بارجال - العاصمة الموسمية السابقة لسلطنة ماجيرتين. يضم أطلال إحدى قلاع الملك عثمان محمود .
- بوصاصو - تشير خريطة محيط البحر الأحمر إلى أن التجار اليونانيين القدماء أبحروا إلى بوصاصو، وقدموا ملاحظات حول الموقع الاستراتيجي والجغرافي لمنطقة بوصاصو الحالية ، والتي كانت تعرف باسم Mosylon في العصور القديمة، وتوجد مناطق سياحية محيطة بالمدن مثل الينابيع الحارة (Biyo Kulule) و بَعَادْ بالإضافة إلى كَرِن التي كان لدى الإيطاليين ثاني أكبر قاعدة لها في الأراضي الصومالية، وكلها مواقع أثرية [21]
- دامو - " السوق ورأس التوابل " المذكور في خريطة محيط البحر الأحمر .
- دامبالين - موقع أثري في شمال الصومال ، به فن صخري على الطراز الإثيوبي العربي يُظهر أدلة مبكرة على تدجين الحيوانات.
- إيل - منطقة تضم العديد من القطع الأثرية والهياكل التاريخية. وكانت قاعدة لقوات دولة الدراويش، كما تضم بعض الصروح الاستعمارية التي بناها الإيطاليون.

- حافون - موقع مقابر قديمة.

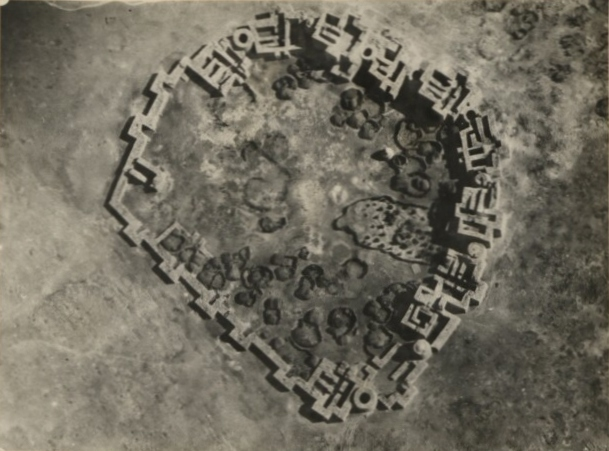
منظر جوي لمجمع البهانتة الرئيسي في دولة الدراويش في مدينة تليح

- هيلان - موقع للعديد من الآثار والمباني القديمة، تضم مقابر الشيخ دارود وزوجته دوبرة .
- لاس غيل - مجمع الكهوف في شمال غرب الصومال يحتوي على بعض من أقدم الفنون الصخرية المعروفة في المنطقة. وتشير التقديرات إلى أن لوحات الكهوف تعود إلى ما بين 9000-3000 سنة قبل الميلاد.
- لاسقوري - العاصمة السابقة لسلطنة وارسنغالي. يوجد فيها مقر قصر السلطان السابق المكون من طابقين وقلعة وعدد من الآثار التاريخية الأخرى.
- ميط - موقع مدينة ساحلية قديمة في محافظة سناج بالصومال. يضم قبر الشيخ اسحاق .
- قعبله - بلدة قديمة بها عدد من المقابر القديمة. يعتقد أنها تؤوي مقابر ملوك سابقين من فترات مبكرة من تاريخ الصومال. يضم قبر الشيخ هارتي .
- قمبول - بلدة تاريخية في محافظة سناج. تشمل مواقع أثرية ومباني عريقة وهياكل.
- تليح - العاصمة السابقة لدولة الدراويش.
- زيلع - الميناء التجاري للأفاليت في العصور القديمة ، وأول عاصمة لسلطنة عدل في العصور الوسطى.

الجنوب

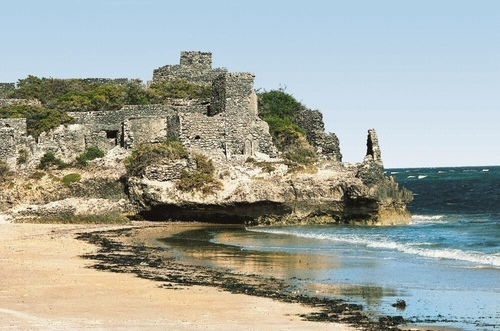
قلعة جوندرشي

- أفجوي - العاصمة السابقة لسلطنة جليدي .
- باراوي - مدينة تجارية مهمة في العصور الوسطى.
- جوندال - مستوطنة تاريخية في جنوب الصومال. توجد فيها أطلال لمبان قديمة، وكانت الحاضرة قبل كيسمايو.
- جوندرشي - مدينة حجرية من العصور الوسطى مبنية على واحة تتميز بالمنازل الحجرية المرجانية والتحصينات والمقابر والمساجد، صُور فيها فيلم La Conchiglia (القذيفة) (1992) من إخراج المخرج الصومالي عبد القادر أحمد سعيد .
- هناسا - بلدة تاريخية مبنية على نتوء صخري، تتميز بمقابر أعمدة ومنازل قديمة بها قناطر وساحات ومسجد به محراب محفوظ جيدًا يطل على المحيط الهندي .
- هوبيو - العاصمة السابقة لسلطنة هوبيو .
- كيسمايو - موقع أطلال سلطنة جليدي وممالك أخرى.
- لوق - بلدة في محافظة جدو جنوب غرب الصومال. واحدة من أقدم المستوطنات في المنطقة.
- مركا - مدينة ساحلية قديمة في محافظة شبيلي السفلى جنوب الصومال.
- مقديشو - العاصمة السابقة لسلطنة مقديشو، ومن المحتمل أن يكون متزامنًا مع ميناء سارابيون القديم، كما وصفه بطليموس.
- نيمو - مدينة تاريخية تقع جنوب مقديشو ، وتتكون من منازل حجرية ومساجد مدمرة.
- ورشيخ - إحدى المستوطنات الرئيسية في سلطنة مقديشو خلال العصور الوسطى.

### الشواطئ

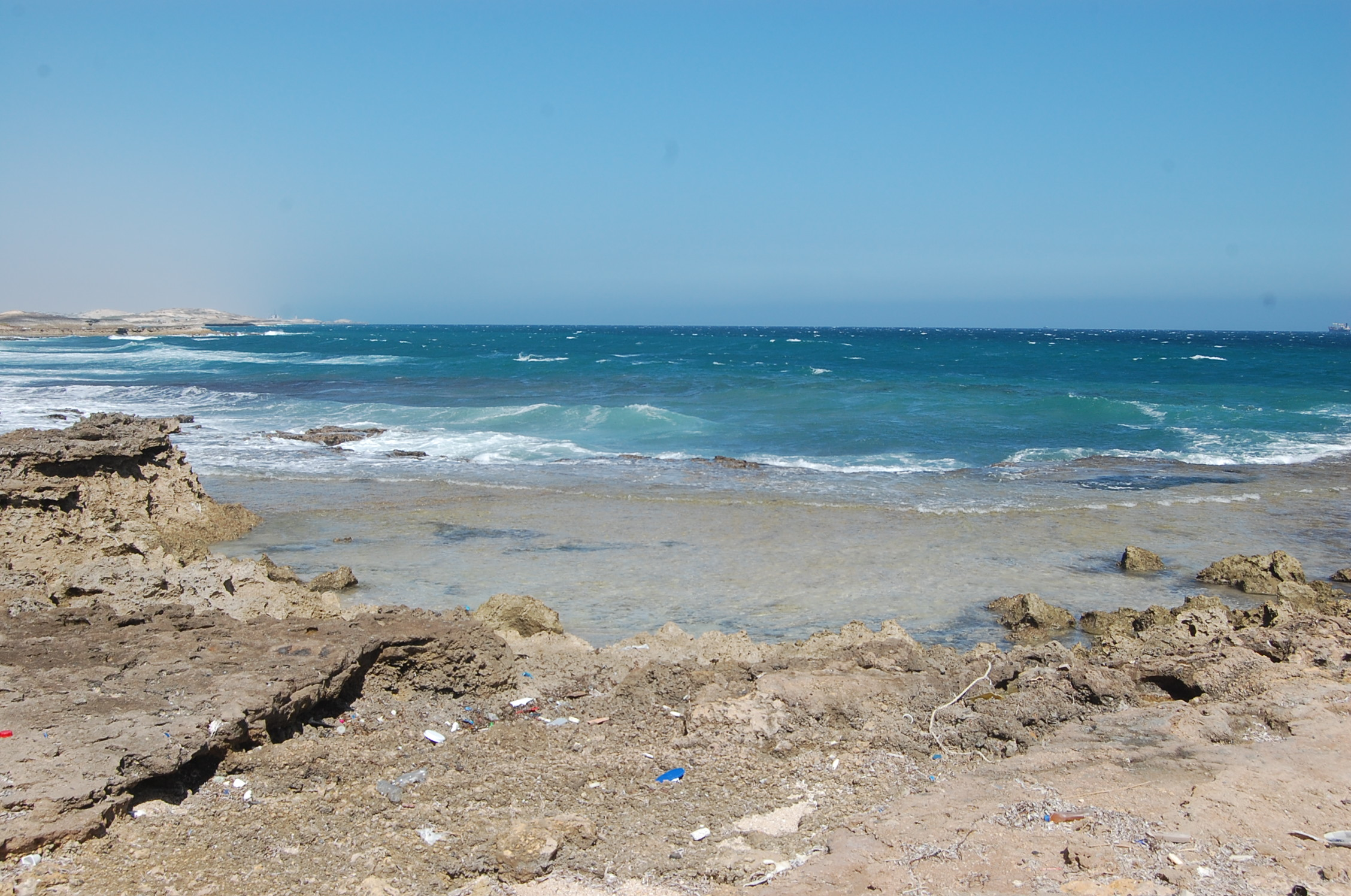
شاطئ في مقديشو

- شاطئ الجزيرة - مقديشو
- بوصاصو - بوساسو
- بعثيلة - بربرة
- بتلالي - بربرة
- ليدو - مقديشو

### الشلالات
- ايسكوشوبان
- لمادايا

### سلاسل الجبال

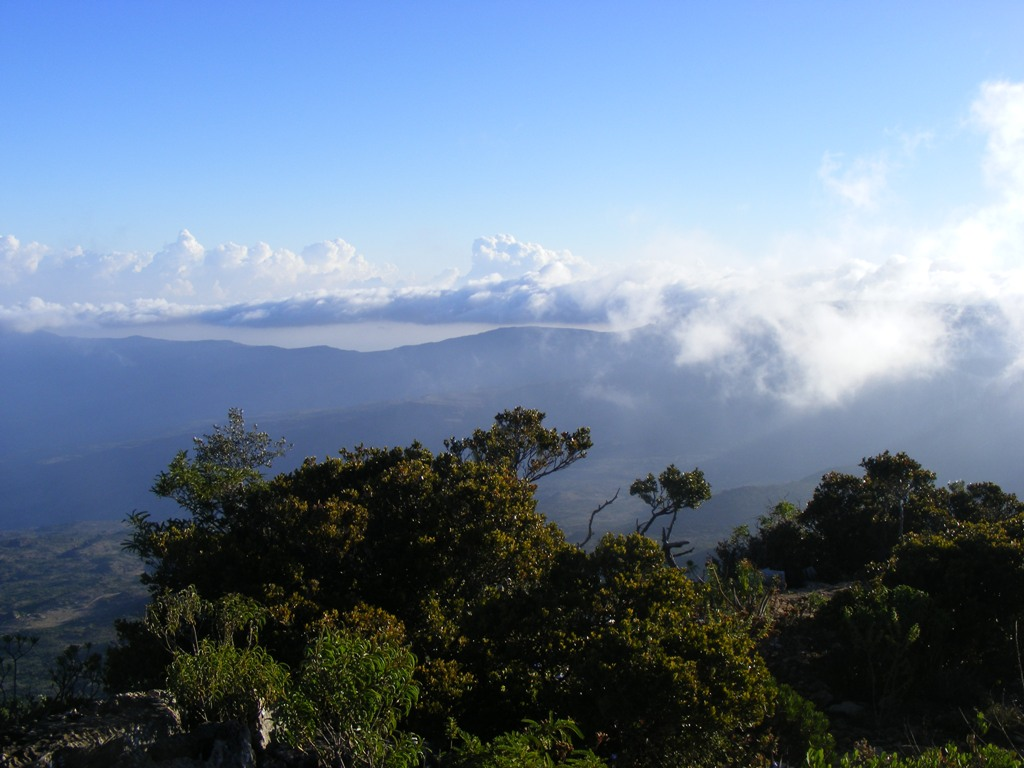
سلسلة جبال علمدو

- علمدو
- جبال جوليس
- جبال أوغو

### المتنزهات الوطنية
- جبل دالو
- حديقة هرجيسا الوطنية
- أراضي هوبيو العشبية والشجيرات
- حديقة جلب الوطنية
- حديقة كيسمايو الوطنية
- حديقة لاج بدانا الوطنية